# Luca Harrington
Pour les articles homonymes, voir Harrington.
Luca Harrington, né le 19 février 2004, est un skieur acrobatique néo-zélandais, spécialisé en slopestyle et big air.

## Biographie
Actif dans les compétitions FIS depuis 2018 et spécialisé en big air et slopestyle, Harrington a fait ses débuts en coupe du monde le 7 septembre 2019. Le 24 mars 2024, il a décroché son premier podium sur le circuit majeur, terminant à la 3e place du slopestyle de Silvaplana. Le 4 janvier 2025, il a remporté sa première victoire en s'imposant lors du big air de Klagenfurt am Wörthersee. La même saison il remporte le petit globe de cristal en big air.

## Palmarès

### Championnats du monde
| Épreuve / Édition      | Big Air              |
| Mondiaux 2025 Engadine | Médaille d'or, monde |

### Coupe du monde
- 2e du classement général Freeski Park & Pipe en 2025.
- 1 petit globe de cristal :
  - Vainqueur du classement big air en 2025.

- 6 podiums dont 2 victoires.

| Saison / Épreuve | Big air                              |
| ---------------- | ------------------------------------ |
| 2024-2025        | Klagenfurt am Wörthersee Kreischberg |

### Jeux olympiques de la jeunesse
- Médaille de bronze en half-pipe aux Jeux olympiques de la jeunesse d'hiver de 2020